# Chiesa di Sant'Egidio (Montalcino)
La chiesa di Sant'Egidio o chiesa dei Senesi è un luogo di culto cattolico, nonché parrocchia, che si trova a Montalcino, in provincia di Siena.

## Storia e descrizione
Fu edificata nel 1325 in sostituzione di un'altra abbattuta per costruire il cassero della fortezza di Montalcino. Fu la chiesa ufficiale della Repubblica di Siena in Montalcino. Presenta una semplice facciata romanica in pietra; in alto, sopra l'occhio, la balzana senese. Dall'edificio più antico provengono forse alcune sculture inserite nelle pareti esterne. Di buona fattura è il campanile a vela.
L'interno è ad una sola navata; addossati alle pareti, pilastri in pietra con grandi archi alternati alle travi sorreggono il tetto. Alla parete destra della terza campata è una tela proveniente dal Convento del Colombaio di Seggiano con Cristo in pietà e Santi attribuita al cosiddetto Marco Bigio (forse Girolamo Magagni detto Giomo del Sodoma), databile al 1535 - 1540 circa, in cui l'influenza del maestro, il Sodoma, e il suo leonardismo si coniuga con caratteri più eccentrici, come i profili taglienti e metallici delle fisionomie e il brano di natura di gusto nordico.
Sull'altare maggiore un elegante tabernacolo in legno intagliato, dorato e dipinto con Cristo risorto e Santi di Alessandro Casolani. Sulla parete destra del presbiterio, un affresco staccato di scuola senese con la Madonna col Bambino e Santi (fine XIV secolo).

## Galleria d'immagini

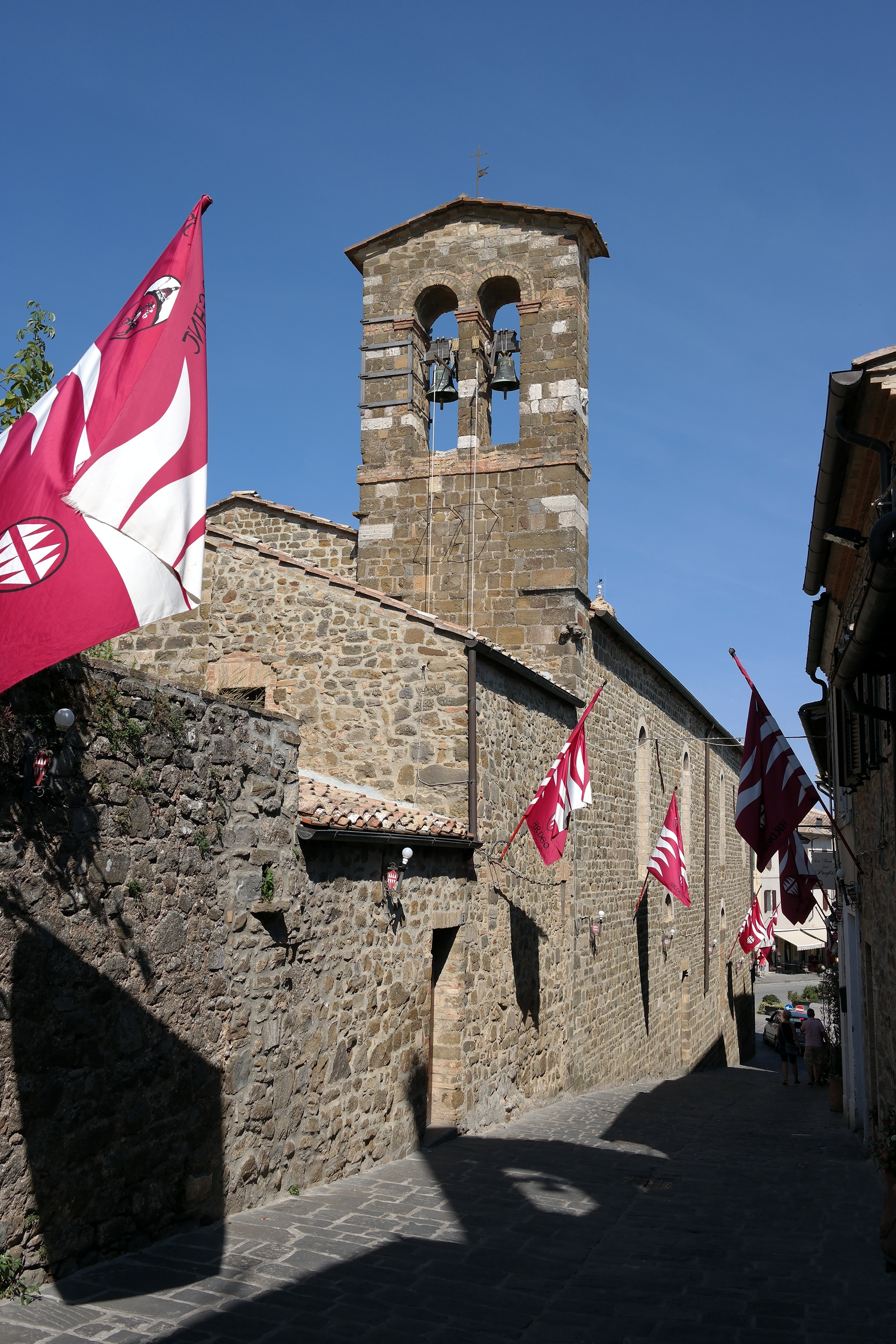
Il campanile a vela
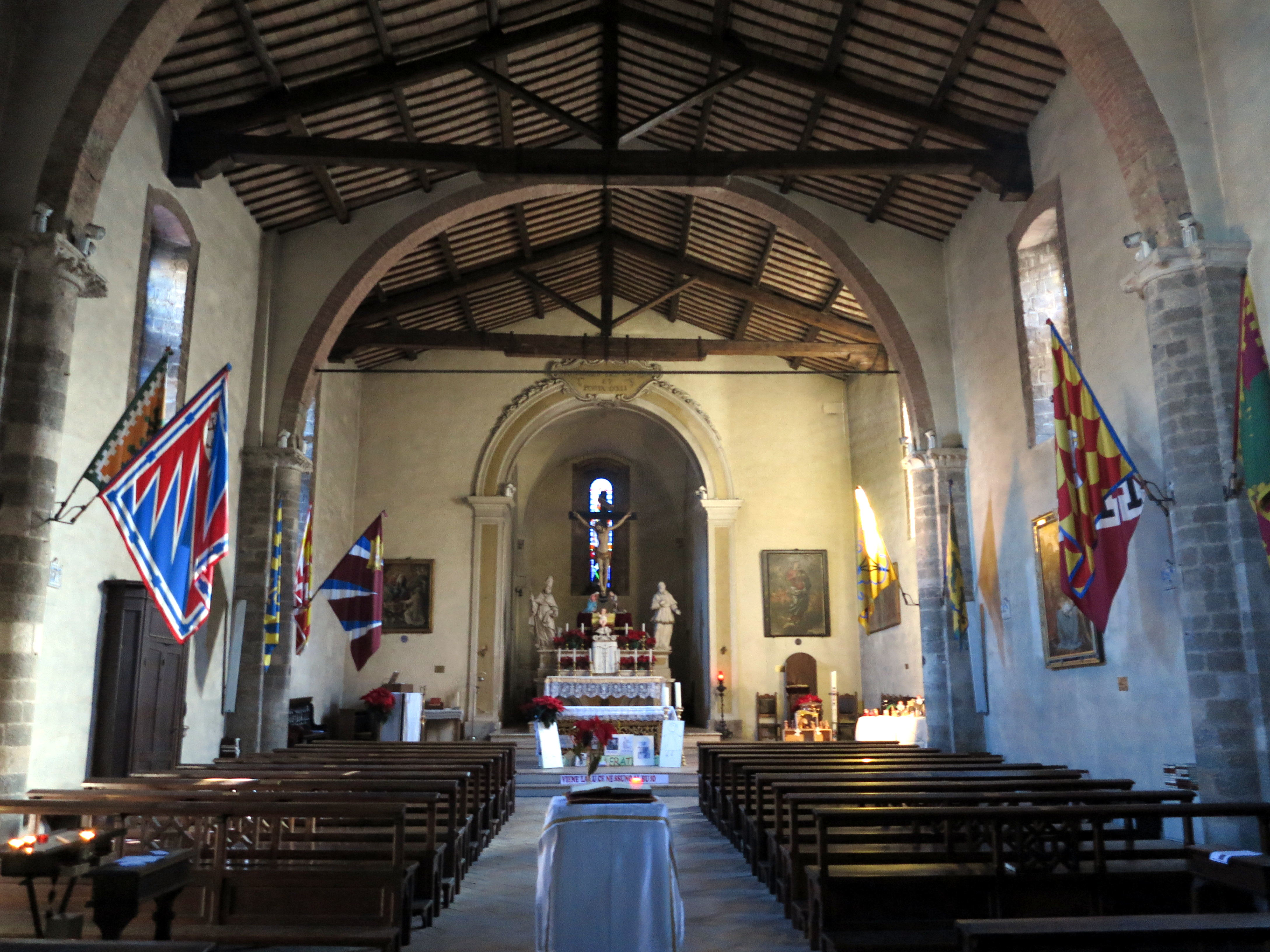
Interno
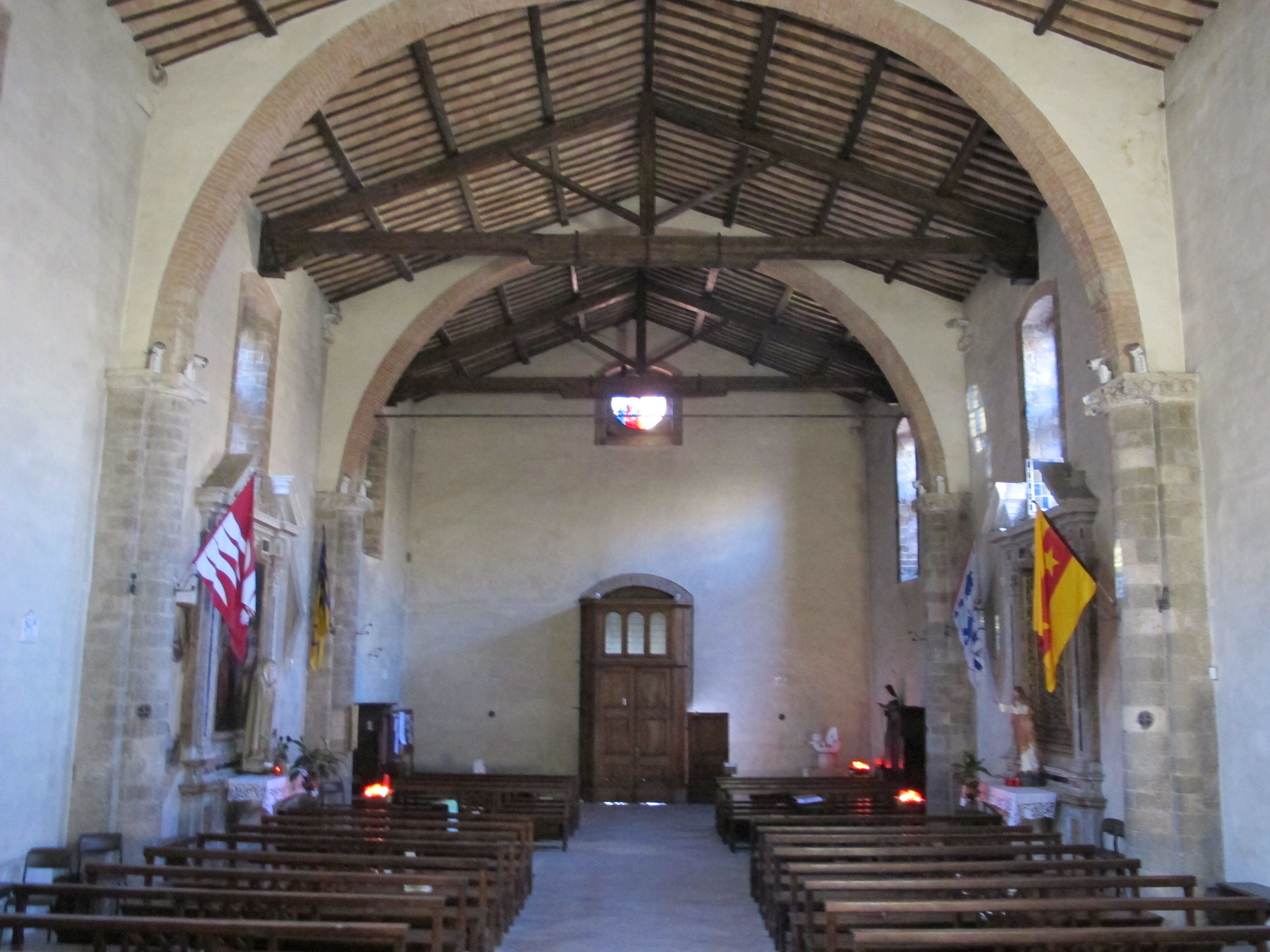
Controfacciata
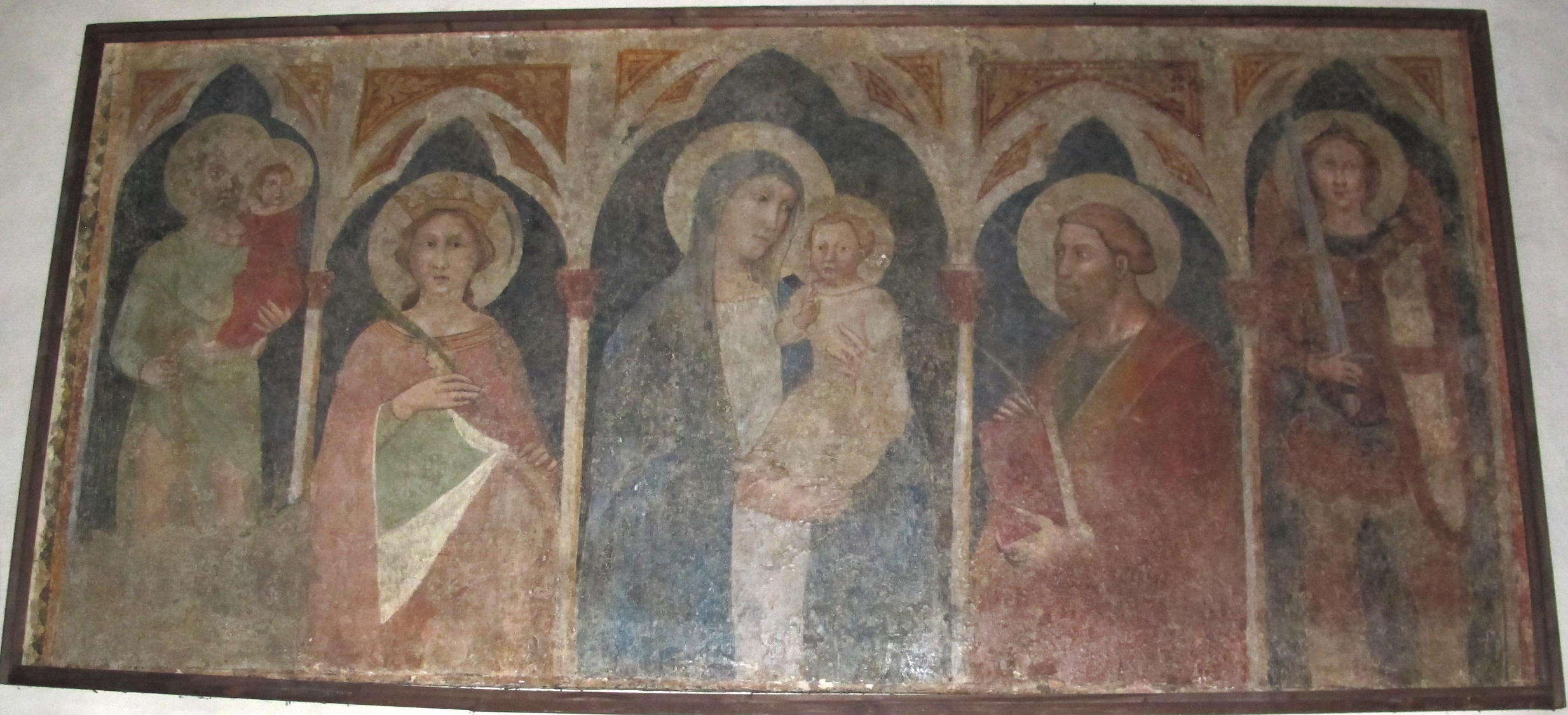
Madonna col Bambino e santi di scuola senese del '400